# Zakát
Zakát (arabsky زكاة či زكوة, tedy očištění) je označení jednoho z pěti pilířů islámu, náboženské daně z majetku a z příjmů, určené k dobročinné pomoci.
Každý plnoprávný muslim je povinen odevzdávat chudým a potřebným dle vlastního výběru:
- 10% zakát z výnosu trvanlivých polních plodin a ovoce, překračujícího objem osobní spotřeby, pokud se jedná o plody pěstované bez umělého zavlažování
- 5% zakát z těchto plodů, jsou-li pěstovány s umělým zavlažováním
- podle kvality a druhu zvířat přesně odstupňovaný zakát z dobytka, tj. velbloudů, skotu, ovcí a koz celoročně volně pasených
- 2,5% zakát ze zlata, stříbra a zboží, které více než rok skladuje nepoužity

Takto odevzdaný zakát může být použit pro:
- pomoc chudým
- pomoc potřebným
- úředníky pověřené výběrem zakátu
- přesvědčení sympatizantů s islámem a těm, kteří chtějí konvertovat,[1] čerstvým konvertitům,[2] a potenciálním spojencům
- otrokům, kteří shánějí prostředky, aby se vykoupili z otroctví
- dlužníkům, kteří se dostali do nesnází tím, že si vypůjčili k účelům zařazeným jako fard či mandúb, případně i mubáh
- bojovníky bojující ve jménu Boha,[1] veřejné účely, jako je obrana islámské obce před nepřáteli nebo podpora veřejných dobročinných zařízení
- cestovatele, kteří putují za islámským cílem (například Hadždž), ale nemohou ho dosáhnout bez finanční pomoci

Podle stupně uskutečnění islámského práva v zemi, kde muslim žije, vybírá zakát buď přímo stát, nebo islámské nadace, nebo je na muslimovi samotném, aby příslušný podíl věnoval přímo na některý z předepsaných účelů. Muslimové v oblastech nezasažených masovým turismem vztahují zvláštní zakát na poutníky, které vnímají jako posly Boží, jimž je dobré a žádoucí almužnou posloužit (případně alespoň pozvat na čaj, kávu či jídlo). V extrémně chudých oblastech – jako jsou muslimské země sahelského pásu – muslimové nejsou přísně vázáni odvádět podíl ze svých již tak minimálních zisků. Poutníka většinou přesto přinejmenším symbolicky pohostí.
Jako verše Koránu nabádající k odevzdávání zakátu se uvádějí:
„Věřte v Boha a posla Jeho a rozdávejte z toho, v čem učinil vás posledními vlastníky! Těm z vás, kdož uvěřili a almužnu rozdávali, je určena odměna vysoká.“ 57:7
„Těm, kdož rozdávají almužnu, mužům i ženám, a těm, kdož poskytují Bohu krásnou půjčku, těm bude splacena dvojnásobně a dostane se jim odměny štědré.“ 57:18